# Билоус, Сергей Степанович
Серге́й Степа́нович Билоу́с (укр. Сергій Степанович Білоус; 24 августа 1974, Мыково — 20 августа 2014, Георгиевка) — украинский военнослужащий, солдат, участник российско-украинской войны. Герой Украины (22 августа 2021, посмертно).

## Биография
Сергей Билоус родился 24 августа 1974 года в селе Мыково Киверцовского района Волынской области. После прохождения службы в десантных войсках в Хыровской воинской части, которая в 2003 году была передислоцирована, он устроился работать машинистом тепловоза в локомотивное депо Львовской железной дороги. Проживал в селе Скелевка Старосамборского района Львовской области.
С началом боевых действий на востоке Украины в 2014 году добровольно пошёл в военкомат. Служил солдатом, номером расчёта 24-й отдельной механизированной бригады.
20 августа 2014 года погиб в бою за блокпосты «Гагарин» и «Поступ» возле посёлка Георгиевка Луганской области. Вместе с ним погиб старший сержант Михаил Штында.
Похоронен в селе Скелевка.

## Награды
- Звание «Герой Украины» с удостоением ордена «Золотая Звезда» (22 августа 2021, посмертно) — за личное мужество и героизм, проявленные в защите государственного суверенитета и территориальной целостности Украины, верность военной присяге[2].
- Орден «За мужество» III степени (14 марта 2015, посмертно) — за личное мужество и самоотверженные действия, проявленные в защите государственного суверенитета и территориальной целостности Украины, верность военной присяге[3].